# Роберт Ори
Роберт Кит Ори (енгл. Robert Keith Horry; Округ Харфорд, Мериленд, 25. август 1970) бивши је амерички кошаркаш. Играо је на позицијама крила и крилног центра.
Ha драфту 1992. одабрали су га Хјустон poкетси као 11. пика. Освојио је чак 7 шампионских НБА "прстенова" и то са три различита клуба: прва два са Хјустон pокетсима (1994. и 1995), потом три узастопна са Лос Анђелес лејкерсима (2000, 2001. и 2002), а последња два са Сан Антонио cпарсима (2005. и 2007).

## Успеси

### Клупски
- Хјустон рокетси:
  - НБА (2): 1993/94, 1994/95.
- Лос Анђелес лејкерси:
  - НБА (3): 1999/00, 2000/01, 2001/02.
- Сан Антонио спарси:
  - НБА (2): 2004/05, 2006/07.

### Појединачни
- Идеални тим новајлија НБА — друга постава: 1992/93.